# 胡桂芳
胡桂芳（1551年—1631年），字時榮，號瑞芝，江西撫州府金谿縣人，民籍，明朝政治人物。

## 生平
江西鄉試第五名，萬曆二年（1574年）甲戌科會試第三十四名，登三甲第一百七十四名進士。授杭州府推官。累升兵部员外郎，十九年五月与工部主事吴家喜主考廣西。出为山东左参议，二十一年四月升廣東副使、備兵瓊州兼摄學政，二十五年七月升湖广右參政兼佥事，兵备岳州，二十八年二月升湖广按察使，管监軍事，從总督李化龍贊理军务，征播事平，二十九年正月調任廣東按察使，三十三年十二月叙征播功，加廣東左布政使，仍升俸二级，改湖广左布政，三十六年九月升都察院右副都御史、巡抚貴州兼督理湖北湖南川東等处地方军务，四十年八月升南京工部右侍郎，四十二年正月改工部右侍郎兼都察院右佥都御史、总理河道提督军务，四十三年二月以病回籍调理。卒赠工部尚书，谥忠端。

## 家族
曾祖胡衍，曾任壽官；祖父胡國華；父胡鑑，曾任恩例冠帶。母李氏。子兆武、兆安、兆康、兆宪、兆耆。兆安，號磐石，恩贡生，歷任福建建宁府同知、知府。胡兆宪，官刑科給事中，娶临川湯顯祖之女。